# الفويسة (القويعية)
الفويسة هي قرية من فئة (ب) تقع في محافظة القويعية والتابعة لمنطقة الرياض في السعودية وتبعد الفويسة عن محافظة القويعية بمسافة تقارب 25 كم.